# Filadelfia (Włochy)
Filadelfia – miejscowość i gmina we Włoszech, w regionie Kalabria, w prowincji Vibo Valentia.
Według danych na rok 2004 gminę zamieszkiwały 6282 osoby, 209,4 os./km².